# Rennrodel-Weltcup 1991/92
Die Weltcupsaison 1991/92 im Rennrodeln begann am 16. November 1991 im sächsischen Altenberg und endete bereits am 26. Januar 1992 im kanadischen Calgary. Absoluter Saisonhöhepunkt waren die Rennrodel-Wettbewerbe bei den Olympischen Winterspielen 1992 im französischen Albertville. Darüber hinaus fanden im deutschen Winterberg die Rennrodel-Europameisterschaften statt.
Gesamtweltcupsieger wurden wie im Vorjahr bei den Frauen Susi Erdmann aus Deutschland, bei den Männern siegte Markus Prock aus Österreich und bei den Doppelsitzern gewann das italienische Duo Hansjörg Raffl/Norbert Huber seinen siebten Gesamtweltcup.
Die Saison wurde an sechs Weltcupstationen in Europa und Nordamerika ausgetragen. Nach zweijähriger Pause gastierte der Weltcup mit Lake Placid und Calgary gleich auf zwei Bahnen in Übersee. Darüber hinaus gastierte der Weltcup erstmals im nunmehr unabhängigen Lettland auf der Rodelbahn in Sigulda.

## Weltcupergebnisse
| Datum                         | Ort         | Disziplin     | Sieger                       | Zweiter                     | Dritter                       |
| ----------------------------- | ----------- | ------------- | ---------------------------- | --------------------------- | ----------------------------- |
| 16./17. November 1991         | Altenberg   | Einsitzer (F) | Susi Erdmann                 | Cammy Myler                 | Andrea Tagwerker              |
| 16./17. November 1991         | Altenberg   | Einsitzer (M) | Markus Prock                 | Duncan Kennedy              | Arnold Huber                  |
| 16./17. November 1991         | Altenberg   | Doppel (M)    | Hansjörg Raffl Norbert Huber | Kurt Brugger Wilfried Huber | Yves Mankel Thomas Rudolph    |
| 23./24. November 1991         | Königssee   | Einsitzer (F) | Gabriele Kohlisch            | Doris Neuner                | Jana Bode                     |
| 23./24. November 1991         | Königssee   | Einsitzer (M) | Georg Hackl                  | Duncan Kennedy              | Jens Müller                   |
| 23./24. November 1991         | Königssee   | Doppel (M)    | Hansjörg Raffl Norbert Huber | Kurt Brugger Wilfried Huber | Yves Mankel Thomas Rudolph    |
| 30. November/1. Dezember 1991 | Sigulda     | Einsitzer (F) | Doris Neuner                 | Susi Erdmann                | Angelika Neuner               |
| 30. November/1. Dezember 1991 | Sigulda     | Einsitzer (M) | Duncan Kennedy               | Markus Prock                | Norbert Huber                 |
| 30. November/1. Dezember 1991 | Sigulda     | Doppel (M)    | Hansjörg Raffl Norbert Huber | Kurt Brugger Wilfried Huber | Stefan Krausse Jan Behrendt   |
| 17./18. Dezember 1991         | Igls        | Einsitzer (F) | Doris Neuner                 | Susi Erdmann                | Angelika Neuner               |
| 17./18. Dezember 1991         | Igls        | Einsitzer (M) | Markus Prock                 | Georg Hackl                 | Duncan Kennedy                |
| 17./18. Dezember 1991         | Igls        | Doppel (M)    | Hansjörg Raffl Norbert Huber | Stefan Krausse Jan Behrendt | Yves Mankel Thomas Rudolph    |
| 18./19. Januar 1992           | Lake Placid | Einsitzer (F) | Cammy Myler                  | Silke Kraushaar             | Erica Terwillegar             |
| 18./19. Januar 1992           | Lake Placid | Einsitzer (M) | Duncan Kennedy               | Tim Wiley                   | Agris Elerts                  |
| 18./19. Januar 1992           | Lake Placid | Doppel(M)     | Wendel Suckow Bill Tavares   | Mark Grimmette Jon Edwards  | Aivars Polis Roberts Suharevs |
| 25./26. Januar 1992           | Calgary     | Einsitzer (F) | Gerda Weissensteiner         | Andrea Tagwerker            | Angelika Neuner               |
| 25./26. Januar 1992           | Calgary     | Einsitzer (M) | Markus Prock                 | Georg Hackl                 | Robert Manzenreiter           |
| 25./26. Januar 1992           | Calgary     | Doppel(M)     | Hansjörg Raffl Norbert Huber | Yves Mankel Thomas Rudolph  | Stefan Krausse Jan Behrendt   |

## Weltcupstände

### Frauen
| Rang | Rodlerin          | Land               |
| ---- | ----------------- | ------------------ |
| 1.   | Susi Erdmann      | Deutschland        |
| 2.   | Cammy Myler       | Vereinigte Staaten |
| 3.   | Gabriele Kohlisch | Deutschland        |
| 3.   | Doris Neuner      | Österreich         |
| 5.   | Angelika Neuner   | Österreich         |
| 6.   | Andrea Tagwerker  | Österreich         |

### Männer
| Rang | Rodler              | Land               |
| ---- | ------------------- | ------------------ |
| 01.  | Markus Prock        | Österreich         |
| 02.  | Duncan Kennedy      | Vereinigte Staaten |
| 03.  | Georg Hackl         | Deutschland        |
| 04.  | Norbert Huber       | Italien            |
| 05.  | Robert Manzenreiter | Österreich         |
| 06.  | René Friedl         | Deutschland        |

### Doppelsitzer
| Rang | Duo                          | Land               |
| ---- | ---------------------------- | ------------------ |
| 01.  | Hansjörg Raffl/Norbert Huber | Italien            |
| 02.  | Yves Mankel/Thomas Rudolph   | Deutschland        |
| 03.  | Stefan Krausse/Jan Behrendt  | Deutschland        |
| 04.  | Kurt Brugger/Wilfried Huber  | Italien            |
| 05.  | Wendel Suckow/Bill Tavares   | Vereinigte Staaten |
| 06.  | Mark Grimmette/Jon Edwards   | Vereinigte Staaten |